# Iván Romeo
Iván Romeo Abad (* 16. srpna 2003) je španělský profesionální silniční cyklista jezdící za UCI WorldTeam Movistar Team.

## Hlavní výsledky
2020
Národní šampionát
4. místo časovka juniorů
Vuelta al Besaya
8. místo celkově
 vítěz soutěže mladých jezdců
2021
Národní šampionát
 vítěz silničního závodu juniorů
 vítěz časovky juniorů
Vuelta a Valladolid
 celkový vítěz
vítěz 2. etapy (ITT)
Ruta do Albariño
2. místo celkově
Bizkaiko Itzulia
3. místo celkově
vítěz 5. etapy
Vuelta al Besaya
5. místo celkově
vítěz 1. etapy
One Belt One Road Nation's Cup Hungary
5. místo celkově
2022
International Tour of Rhodes
7. místo celkově
 vítěz soutěže mladých jezdců
Mistrovství Evropy
8. místo časovka do 23 let
Flanders Tomorrow Tour
9. místo celkově
2023
Tour de l'Avenir
vítěz 5. etapy
Mistrovství Evropy
 2. místo silniční závod do 23 let
4. místo časovka do 23 let
Mistrovství světa
8. místo silniční závod do 23 let
2024
7. místo Trofeo Serra de Tramuntana
AlUla Tour
9. místo celkově